# Montañana (Huesca)
Montañana es una localidad española perteneciente al municipio de Puente de Montañana, en la Ribagorza, provincia de Huesca, Aragón. Se encuentra en el valle del Noguera Ribagorzana, en un tozal delimitado por los barrancos San Miguel y San Juan. Además del español, se habla el catalán en su variedad dialectal ribagorzana. Se encuentra en la llamada Franja de Aragón.
El pueblo ha mantenido el patrimonio románico y medieval por el cual se declaró conjunto histórico-artístico en 1984.
Aparece mencionado en la documentación histórica como Montannana, Montaniana y Montagana.

## Historia
Los primeros datos sobre Montañana aparecen en el año 987 en el cartulario del monasterio de Alaón como castrum de Montagnana (castro de Montañana), de filiación cristiana. Los habitantes de ese castrum compartían espacio con las órdenes militares de los hospitalarios defendiéndose de incursiones musulmanas dirigidas por Abd al-Málik.
A partir de 1834 fue capital del municipio, pero con la despoblación del medio rural de la década de los años 1960, el ayuntamiento se trasladó a Puente de Montañana y comenzó un declive que hizo peligrar el conjunto medieval.

## Patrimonio
El pueblo fue antiguamente una plaza amurallada pensada para sobrevivir en la frontera musulmana del siglo XI. Tiene dos barrios, la parte baja y la alta. La baja es abrazada por un pequeño riachuelo y en ella se encuentran las casas de cultivo. La alta se encuentra más protegida y concentra el patrimonio románico. Ambas estaban unidas por un puente gótico de doble arcada. Las calles totalmente empedradas son un conjunto enrevesado de pasadizos, porches y rampas con casas de piedra y con tejados de piedra.
Aun así alrededor del núcleo se hallan caseríos aislados y diversos pajares y bordas. Estas construcciones, reformadas y ampliadas, constituyen un ejemplo de las construcciones rurales de los últimos trescientos años. Aun así alrededor del núcleo se hallan caseríos aislados y diversos pajares y bordas. Estas construcciones, reformadas y ampliadas, constituyen un ejemplo de las construcciones rurales de los últimos trescientos años.
Cabe destacar:
- Iglesia de Santa María de Baldós: iglesia parroquial de estilo románico-gótico.
- Ermita de San Juan: ermita de estilo románico.

## Urbanismo
En Montañana hay tres subconjuntos de edificaciones:
- el núcleo urbano
- las casas en La Mora
- los caseríos dispersos.

Como la mayoría de los pueblos de la zona, cada casa conserva un nombre propio.

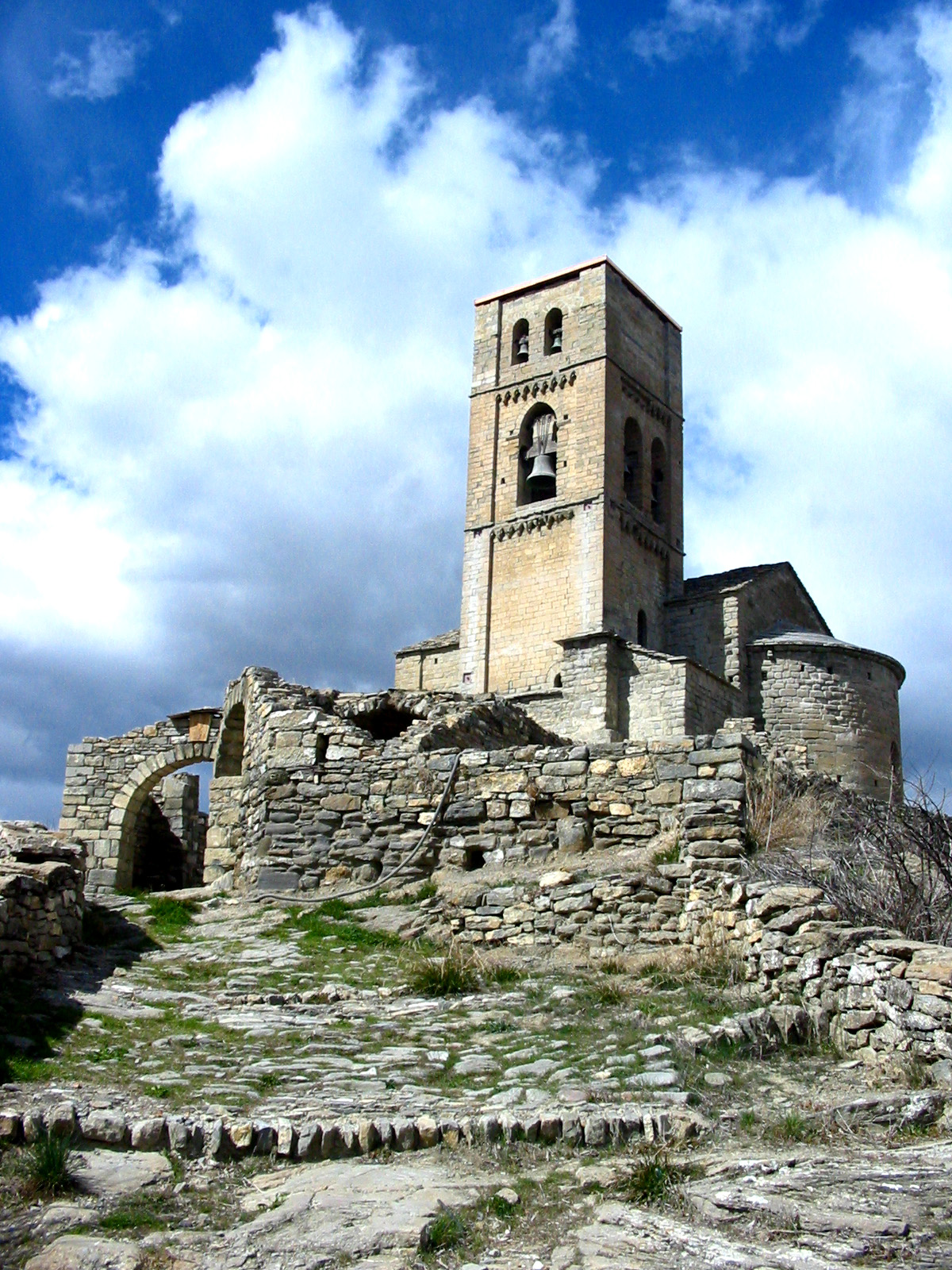
Iglesia románica de Santa María de Baldós.
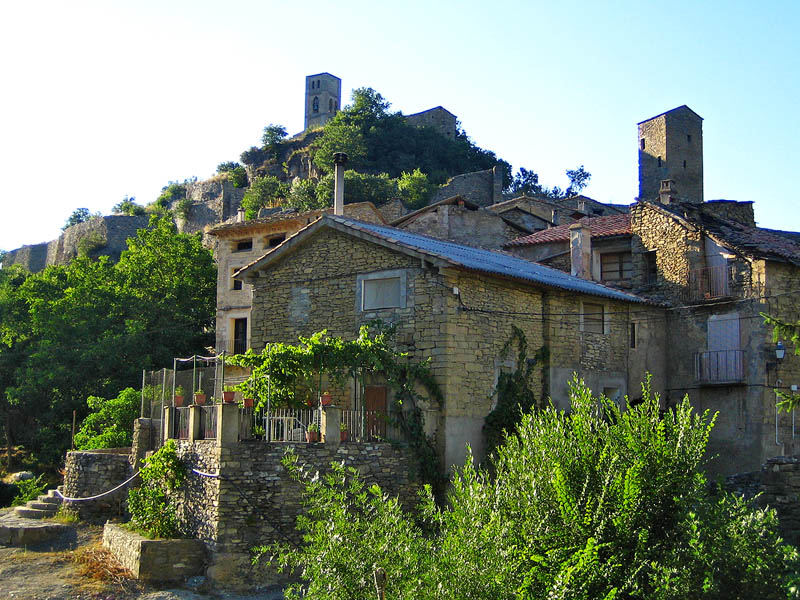
Vista general del pueblo.
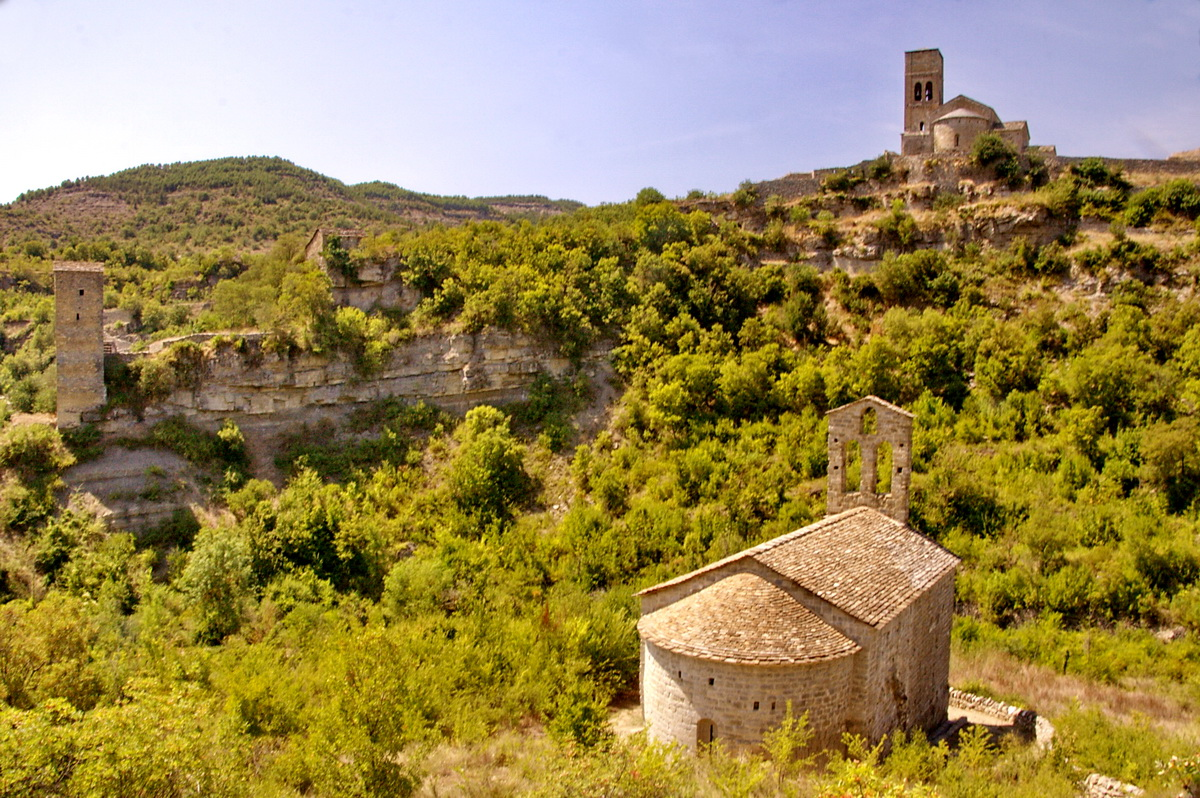
Ermita de San Juan; al fondo, Santa María de Baldós y la torre de guardia del siglo XVI.